# Протичовнова зброя

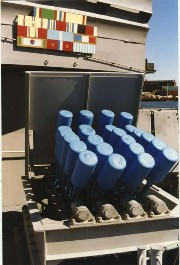
Пускова установка глибинної бомби Хеджхог

Протичовнова зброя — це будь-який із ряду пристроїв, які призначені для дії проти підводного човна та його екіпажу, для знищення (потоплення) судна або зниження його можливостей як зброї війни. У найпростішому розумінні протичовнова зброя зазвичай є снарядом, ракетою або бомбою, оптимізованою для знищення підводних човнів.

## Історія

### Перед першою світовою війною
Приблизно до 1890 року морська зброя використовувалася лише проти надводних суден. З підйомом військового підводного човна після цього часу розглядалися контрзаходи проти них. Перший підводний човен з торпедними апаратами був встановлений у 1885 році, а перше судно було потоплено торпедою, спущеною з підводного човна, у 1887 році. Протидіяти військовим підводним човнам спочатку було лише двома способами: таранити їх або топити вогнем. Однак, як тільки вони були занурені, вони були в основному захищені, поки їм не довелося спливти знову. До початку Першої світової війни на озброєнні було близько 300 підводних човнів і ще 80 у виробництві.

### Перша світова війна
Перша світова війна стала першим серйозним конфліктом із значним використанням підводних човнів і, відповідно, поклала початок серйозним зусиллям протистояти цій загрозі. Зокрема, Сполучене Королівство відчайдушно намагалося перемогти загрозу підводних човнів проти британського торговельного судноплавства. Коли бомби, які він використовував, виявилися неефективними, він почав оснащувати свої есмінці простими глибинними бомбами, які можна було скинути у воду навколо підозрюваного розташування підводного човна. У цей період було виявлено, що вибухи цих зарядів були більш ефективними, якщо заряди були встановлені так, щоб вибухати нижче або над підводним човном. Однак було використано багато інших методів, включаючи мінні поля, загородження та Q-кораблі та використання криптоаналізу для перехоплених радіоповідомлень. Дирижабль («дирижабль») використовувався для скидання бомб, але літаки з нерухомим крилом в основному використовувалися для розвідки. Однак найефективнішою протидією був конвой. У 1918 році втрати підводних човнів стали нестерпно високими. Під час війни загалом було потоплено 178 підводних човнів з наступних причин:
- Мінами: 58;
- Глибинними бомбами: 30;
- Пострілами: 20;
- Підводними торпедами: 20;
- Трамбуванням: 19;
- Невідомо: 19;
- Інциденти: 7;
- Інше (включаючи бомби): 2

Британські підводні човни діяли в Балтійському, Північному та Атлантичному морях, а також у Середземному та Чорному морях. Більшість втрат були спричинені мінами, але два були торпедовані. Також були знищені французькі, італійські та російські підводні човни.

### Друга Світова війна
До Другої світової війни протичовнова зброя була дещо розроблена, але під час цієї війни Німеччина відновила повну підводну війну, а також широко поширене використання підводних човнів більшістю інших комбатантів. Ефективне використання глибинних бомб вимагало об'єднання ресурсів і навичок багатьох людей під час атаки. Інформація гідролокатора, керманичі, екіпажі глибинних бомб і рух інших кораблів повинні бути ретельно скоординовані, щоб провести успішну атаку глибинною бомбою. У міру того, як битва за Атлантику тривала, британські сили та сили Співдружності особливо вправно володіли тактикою глибинних бомб і сформували одні з перших груп ескадрених міноносців, які активно шукали та знищували німецькі підводні човни.

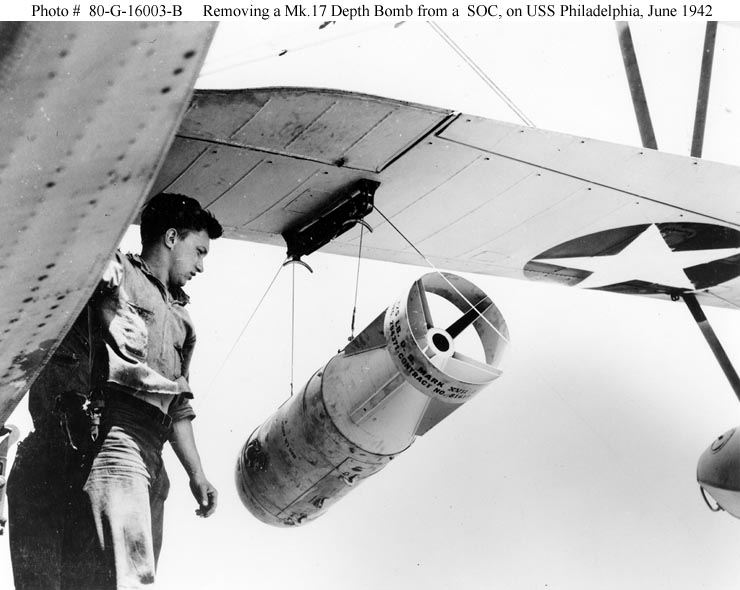
Mk. 17 глибинна бомба вивантажується з літака-розвідника SOC Seagull на борту під час зачищення Атлантичного підводного човна поблизу Панами в червні 1942 року.

### Післявоєнний розвиток подій

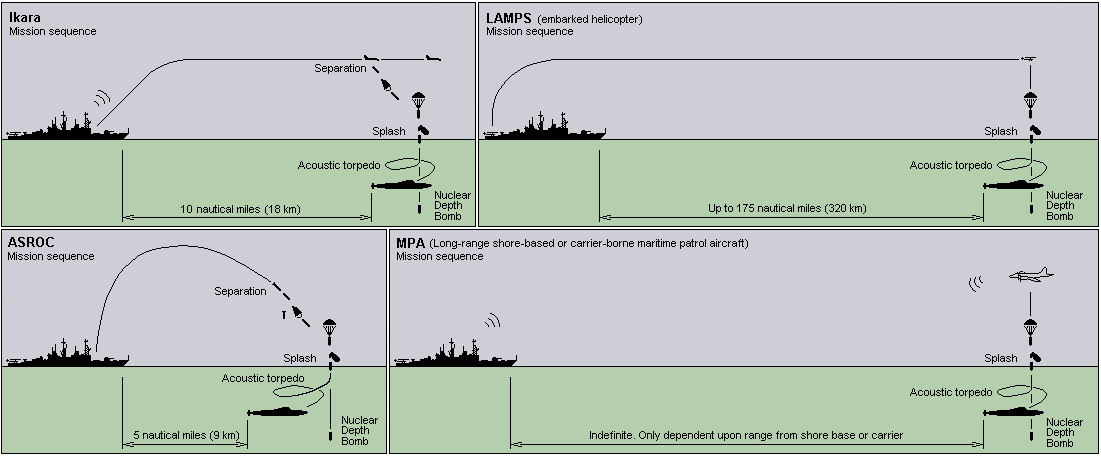
Чотири основні способи доставки акустичної самонавідної торпеди або ядерної глибинної бомби на великі відстані з надводного ескорту. Тільки ракетно-метальна зброя (ASROC і Ikara) доступна для використання в будь-яких погодних умовах і в миттєвій готовності.

Холодна війна принесла новий вид конфлікту в підводну війну. Ця війна розвитку призвела до того, що Сполучені Штати та Радянський Союз намагалися розробити кращі, непомітніші та потужніші підводні човни, одночасно розробляючи кращу та точнішу протичовнову зброю та нові платформи доставки, включаючи вертоліт.
Ударні підводні човни (SSK і SSN) були розроблені, щоб включити швидші, більшого радіусу дії та більш розбірливі торпеди. Це, у поєднанні з удосконаленням гідроакустичних систем, зробило підводні човни з балістичними ракетами більш вразливими для атакуючих підводних човнів, а також збільшило можливості противодної боротьби (ASuW) атакуючих підводних човнів. Самі ПЧАБР, а також підводні човни з крилатими ракетами (ПЧКР) оснащувалися все більш точними і більш дальними ракетами і отримали найкращу технологію зниження шуму. Щоб протистояти цій зростаючій загрозі, торпеди були відточені для більш ефективного націлювання на підводні човни, а нові протичовнові ракети та ракети були розроблені, щоб дати кораблям більшу дальність протичовнових можливостей. Кораблі, підводні човни та морські патрульні літаки (MPA) також отримали все більш ефективну технологію для визначення місцезнаходження підводних човнів, наприклад, детектори магнітних аномалій (MAD) і вдосконалений сонар.

#### Глибинна бомба

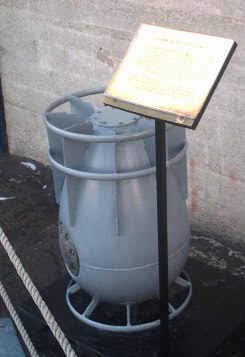
Глибинна бомба ВМС США, використовувана у Другій світовій війні

Мабуть, найпростіша протичовнова зброя, глибинна бомба, являє собою велику каністру, наповнену вибухівкою та налаштовану на вибух на заданій глибині. Стручні наслідки вибуху могли пошкодити підводний човен на відстані, хоча вибух глибинної бомби мав бути дуже близько, щоб зламати корпус підводного човна. Глибинні бомби, що скидаються з повітря, називали «глибинними бомбами»; іноді вони були оснащені аеродинамічним кожухом.
Надводні глибинні бомби, як правило, використовуються загороджувальним способом, щоб завдати значної шкоди шляхом безперервного удару по підводному човну сильними ударами. Глибинні бомби значно покращилися з часу їх першого застосування під час Першої світової війни. Щоб відповідати вдосконаленням конструкції підводного човна, механізми вимірювання тиску та вибухові речовини були вдосконалені під час Другої світової війни, щоб забезпечити більшу потужність удару та заряд, який надійно вибухав би в широкому діапазоні глибин налаштування.

## Заходи протидії ПЧЗ
Основним засобом протидії підводного човна є непомітність; воно намагається не бути виявленим. Проти самої ПЛО використовуються як активні, так і пасивні засоби протидії. Перше може бути шумоутворювачем або приманкою, яка подає сигнал, схожий на підводний човен. Пасивні засоби протидії можуть складатися з покриттів для мінімізації відбитків сонара торпеди або зовнішнього корпусу для забезпечення захисту від її вибуху. Протичовнова зброя має долати ці протидії.

## Дивись також
- Детектор магнітних аномалій